# Zoolea orba
Zoolea orba är en bönsyrseart som beskrevs av Hermann Burmeister 1838. Zoolea orba ingår i släktet Zoolea och familjen Mantidae. Inga underarter finns listade i Catalogue of Life.